# Bona Mens tempel
Bona Mens tempel, även Mens tempel (latin: Aedes Mentis), var ett tempel på Capitolium i Rom. Det var invigt åt den romerska gudinnan Mens och beläget bredvid Venus Erycinas tempel. Mens åkallades vid faror som hotade Rom.
Praetorn Titus Otacilius Crassus avgav, efter att ha konsulterat de sibyllinska böckerna, år 217 f.Kr. ett löfte om att uppföra templet efter nederlaget mot Hannibal vid slaget vid Trasimenska sjön. Det invigdes två år senare, tillsammans med Venus Erycinas tempel. De båda templen skildes åt av en avloppskanal.
Templet restaurerades av konsuln Marcus Aemilius Scaurus, antingen år 115 f.Kr. eller efter hans fälttåg mot cimbrerna år 107 f.Kr.

## Karta
| Plan över Capitolium under antiken |
| --- |
| Capitolium Arx Forum Romanum Fori Imperiali Velabrum Jupitertemplet Tabularium Juno Monetas tempel Marcellusteatern Forum Holitorium Bellonatemplet Jupiter Feretrius tempel Veiovistemplet Auguraculum Iseum Jupiter Custos tempel Concordiatemplet Jupiter Conservators tempel Altare Tensarum Jupiter Tonans tempel Clivus Capitolinus Centus Gradus Porta Pandana Janustemplet Juno Sospitas tempel Spestemplet Augustustemplet Asylum Inter duos lucos Vicus Iugarius Marsfältet Dei Consentes portik Vespasianus- templet Concordiatemplet Tullianum Clivus Argentarius Venus Erycinas tempel Bona Mens tempel Fidestemplet Opstemplet Scipio Africanus båge Saturnustemplet Basilica Iulia |